# Albatros de les Chatham
L'albatros de les Chatham (Thalassarche eremita) és un gran ocell marí de la família dels diomedeids (Diomedeidae) que habita al Pacífic sud. Se l'ha considerat una subespècie de l'albatros de casquet blanc. És un ocell d'hàbits pelàgics, cria únicament a les illes Chatham, dispersant-se pel Pacífic sud, des de l'est d'Austràlia fins a la costa occidental d'Amèrica del Sud. El seu estat de conservació, segons la Unió Internacional per a la Conservació de la Natura està catalogat com a vulnerable.